# 奈良県道263号岩屋三ケ谷線
奈良県道263号岩屋三ケ谷線（ならけんどう263ごう いわやみかだにせん）は、奈良県山辺郡山添村を通る一般県道である。

## 概要
山辺郡山添村大字岩屋から山辺郡山添村大字三ケ谷に至る。
基本的に1.5車線である。国道25号名阪国道との交差部分が暗いので注意。

### 路線データ
- 起点：山辺郡山添村大字岩屋（奈良県道・三重県道782号上笠間八幡名張線交点）
- 終点：山辺郡山添村大字三ケ谷（国道25号旧道交点）

## 路線状況

### 重複区間
- 農免農道あじさいロード（山辺郡山添村大字岩屋）

## 地理

### 通過する自治体
- 奈良県
  - 山辺郡山添村

### 交差する道路
| 交差する道路                            | 交差する場所 | 交差する場所 |
| --------------------------------------- | ------------ | ------------ |
| 奈良県道・三重県道782号上笠間八幡名張線 | 大字岩屋     | 起点         |
| 農免農道あじさいロード 重複区間起点     | 大字岩屋     |              |
| 農免農道あじさいロード 重複区間終点     | 大字岩屋     |              |
| 国道25号 / E25 名阪国道                 | 大字三ケ谷   | [ 注釈 1 ]   |
| 国道25号 / 旧道                         | 大字三ケ谷   | 終点         |

### 沿線
- 大和高原民俗資料館
- 山添村役場 豊原出張所
- 豊原郵便局（終点付近）